# Salată de icre

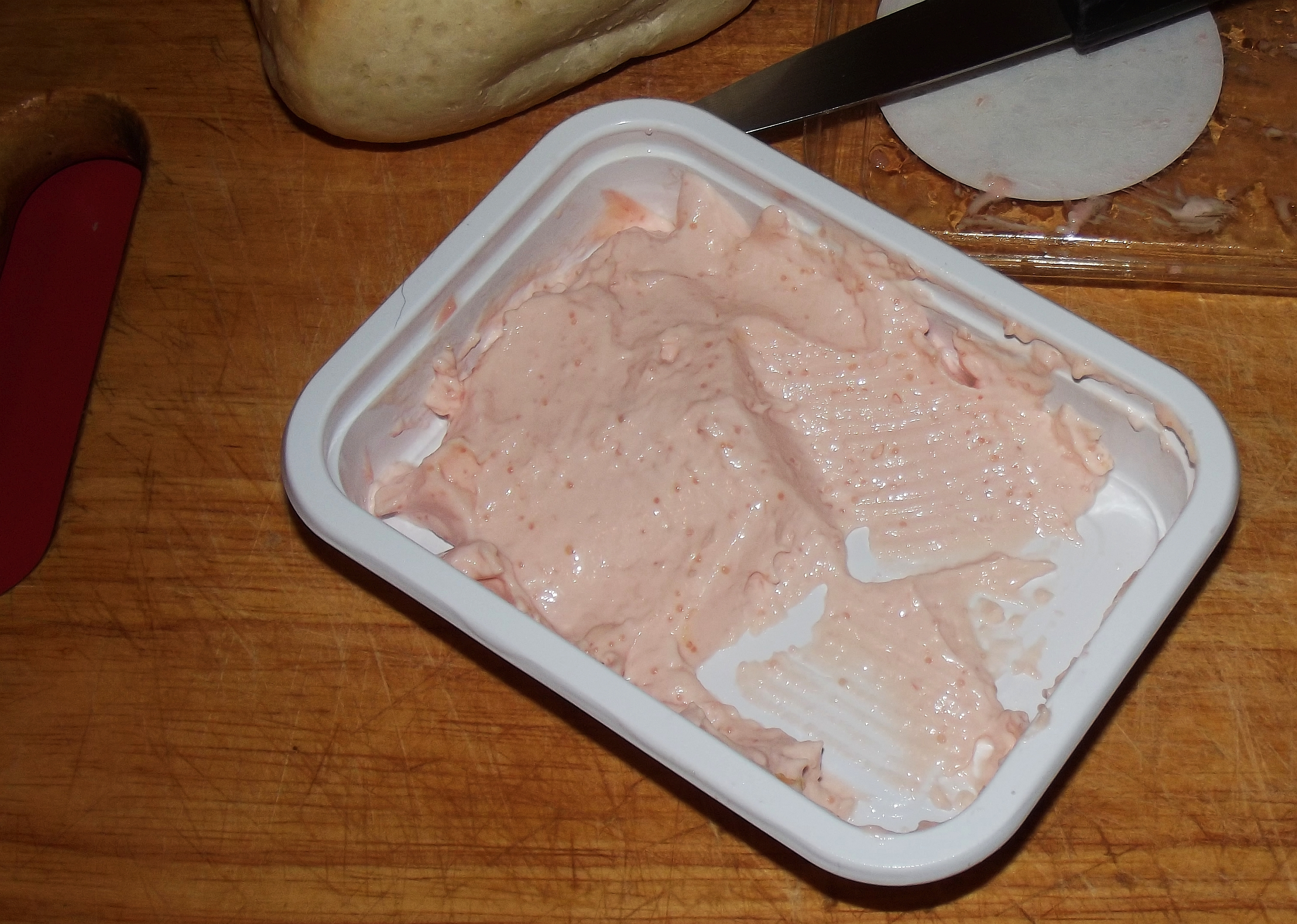
Salată de icre en barquette.

La salată de icre, littéralement « salade d'œufs de poisson », est une spécialité de la cuisine roumaine et moldave, assez proche du tarama, généralement à base d'œufs de carpe, de brochet ou hareng, et tartinée sur du pain. Cette préparation à base d'œufs de poissons est aussi composée de citron, d'huile de tournesol et de pain.
La salată de icre est produite aujourd'hui industriellement et disponible dans les épiceries et supermarchés, mais beaucoup de ménagères roumaines continuent de faire leur propre salată de icre, et dans ce cas, du jaune d'œuf et des oignons finement hachés sont couramment ajoutés dans la préparation.
En Roumanie, pendant la dictature communiste, alors que les œufs de poissons étaient réservés aux « camarades les plus méritants » (les dirigeants), ce hors-d’œuvre était remplacé par un plat d’une texture et d’une apparence très proches, la fasole batuta (purée de haricots) à base de haricots blancs et d’oignons, sarcastiquement dénommé icre de fasole (littéralement « caviar de fayots ») et ce surnom lui est resté.
Contrairement au tarama qui comporte souvent du colorant, la salată de icre n'est généralement pas de couleur rosée.